# Trentola-Ducenta
Trentola-Ducenta é uma comuna italiana da região da Campania, província de Caserta, com cerca de 14129 habitantes. Estende-se por uma área de 6 km², tendo uma densidade populacional de 2355 hab/km². Faz fronteira com Aversa, Casapesenna, Giugliano in Campania (NA), Lusciano, Parete, San Marcellino.

## Demografia
| Variação demográfica do município entre 1861 e 2011                               |
|                                                                                   |
| Fonte: Istituto Nazionale di Statistica (ISTAT) - Elaboração gráfica da Wikipedia |